# St Andrews, New South Wales
St Andrews este o suburbie în Sydney, Australia. Este situată în sud-vestul metropolei Sydney, regiunea Macarthur, la 55 km de la centrul orașului. Codul poștal al suburbiei este 2566. La recensământul din 2006, Saint Andrews avea o populație de 5.952 de locuitori. Circa 28% dintre aceștia au fost născuți în afara Australiei.